# Élection présidentielle algérienne de 2024
L'élection présidentielle algérienne de 2024 a lieu de manière anticipée le 7 septembre 2024 afin d'élire le président de l'Algérie au suffrage universel direct.
Le président sortant Abdelmadjid Tebboune est réélu pour un second mandat face à deux autres candidats peu connus, dans un contexte de répression de l'opposition et de rejet de la plupart des candidatures, de personnalités peu connues à l'exception de l'opposante Zoubida Assoul, par la Cour constitutionnelle faute de parrainages suffisants. Soupçonnés d'être gonflés, les chiffres de la participation et des suffrages obtenus par les candidats sont finalement remis en cause par ceux-ci, y compris le président sortant. Cette situation conduit la Cour constitutionnelle à annoncer de nouveaux résultats profondément différents des premiers, et qui sont à leur tour contestés par l'opposition mais pas par les trois candidats.

## Contexte
Initialement prévue pour décembre 2024, l'élection a lieu de manière anticipée le 7 septembre 2024,. La décision d'anticiper le scrutin permet la tenue de la campagne électorale durant la saison estivale.

### Politique
Le scrutin a lieu cinq ans après le Hirak, mouvement pacifique réclamant une réforme du système politique en vigueur depuis 1962 et une libéralisation des médias et une réforme de la justice. Avec le soutien de l'armée, celui-ci[Qui ?] a obtenu la démission du président Abdelaziz Bouteflika. La même année, Abdelmadjid Tebboune est devenu président à l'issue lors d'une élection largement boycottée. Le mouvement prend fin du fait de la pandémie de Covid-19 puis à l'arrestation de figures du mouvement, dont le nombre est d'environ 250, qui sont condamnés, en attente de jugement ou emprisonnés. Pour le sociologue Nacer Djabi, les objectifs du mouvement n'ont pas été atteints. Selon lui, les élections, jouées d'avance notamment depuis l'instauration du multipartisme en 1990, et choisies par le régime pour mettre fin à la crise, ne « règlent pas les problèmes ».
En 2024, Amnesty International dénonce une « répression continue, sans relâche [des] droits à la liberté d'expression, de réunion pacifique ». Appelant à réformer les lois sur les fausses informations et sur le terrorisme, jugées liberticides et aux « dispositions vagues et trop larges utilisées », l'ONG appelle à « mettre fin au harcèlement des opposants et voix critiques ».
Du fait de la condamnation de plusieurs personnalités du régime, dont Saïd Bouteflika et les anciens Premiers ministres Ahmed Ouyahia et Abdelmalek Sellal, ainsi que d'autres ministres et hommes d'affaires à des peines d'emprisonnement pour corruption, l'avocat Abdellah Haboul estime « qu'exercer une haute fonction ne confère plus une immunité totale ».

### Économique
En 2024, l'Algérie profite d'indicateurs macroéconomiques positifs, profitant par ailleurs de la hausse du prix du pétrole.

## Système électoral
Le président de la République est élu au suffrage universel direct uninominal majoritaire à deux tours pour un mandat de cinq ans renouvelable une seule fois. Si aucun candidat ne remporte la majorité absolue des suffrages exprimés au premier tour, un second est organisé entre les deux candidats arrivés en tête quinze jours après la proclamation des résultats du premier par la Cour constitutionnelle. Le candidat recueillant le plus de suffrages au second tour est élu.
L'Autorité nationale indépendante des élections (ANIE) est chargée de la gestion des élections présidentielles.

### Conditions d'éligibilité
Le candidat à la présidentielle doit remplir les conditions suivantes :
- avoir la nationalité algérienne de naissance, né de père et de mère eux- mêmes de nationalité algérienne de naissance, et n'avoir jamais obtenu une autre nationalité ;
- attester de la nationalité algérienne d’origine du conjoint ;
- être de confession musulmane ;
- avoir quarante ans révolus au jour du scrutin ;
- jouir de la plénitude de ses droits civils et politiques ;
- justifier d’une résidence permanente exclusive en Algérie durant un minimum de dix années précédant le dépôt de la candidature ;
- justifier la participation à la révolution du 1er novembre 1954 pour les candidats nés avant juillet 1942 ;
- justifier de la non implication des parents du candidat né après juillet 1942, dans des actes hostiles à la révolution du 1er novembre 1954 ;
- produire la déclaration publique du patrimoine mobilier et immobilier, tant à l’intérieur qu’à l'extérieur de l’Algérie.

### Processus électoral
| 8 juin 2024      | Convocation du corps électoral par le président de la République     |
| 18 juillet 2024  | Date limite de dépôt des candidatures.                               |
| 25 juillet 2024  | Validation de la liste des candidats par l'ANIE.                     |
| 31 juillet 2024  | Confirmation de la liste des candidats par la Cour constitutionnelle |
| 15 août 2024     | Ouverture de la campagne électorale.                                 |
| 3 septembre 2024 | Fin de la campagne électorale.                                       |
| 7 septembre 2024 | Premier tour.                                                        |

## Candidats

### Candidatures déclarées
Le 1er mars 2024, Zoubida Assoul, présidente de l'Union pour le changement et le progrès (UCP), un parti d'opposition, annonce sa candidature à l’élection présidentielle de 2024. Par ailleurs avocate de plusieurs figures du Hirak, elle estime que le « boycott n'apporte rien » et prône un changement par les urnes. Selon elle, « la classe politique, les élites médiatiques et universitaires n'ont pas assumé leur responsabilité par une canalisation [des revendications] dans des projets politiques ».
Le 30 mars 2024, Abdelmadjid Tebboune annonce qu'il se rendra en France à l'automne pour une visite d'État, quelques semaines après la date prévue du scrutin. Soufiane Djilali, président du parti Jil Jadid, déclare dans un entretien à propos du président sortant « Je pense qu'il a fait de son mieux durant son premier mandat et les Algériens lui en seront reconnaissants. Un second mandat a de fortes chances de se transformer en un malheureux échec qui sera autant pénible pour lui que pour le pays ». En mai 2024, dans le cadre de la création d'une « alliance » entre le Front de libération nationale (FLN), le Rassemblement national démocratique (RND), le Mouvement El-Bina et le Front El Moustakbal, le secrétaire général du RND, Mustapha Yahi, précise que l'alliance « proposera un candidat consensuel remplissant les conditions requises, notamment la capacité à préserver les acquis réalisés depuis 2019 ». Quelques jours plus tard, Abdelkader Bengrina (Mouvement El-Bina), annonce que son parti désigne comme candidat le président sortant, Abdelmadjid Tebboune. En mai 2024, l'Union des forces démocratiques et sociales, par la voix de son secrétaire général Abderrahmane Salah, annonce la participation de sa formation politique. Courant juin, le parti se rallie à la candidature de Tebboune. Le 7 juin, les représentants de dix partis politiques (Mouvement El-Bina, El Fadjr El Djadid, le Front de l'Algérie nouvelle, El Karama, le Mouvement de l'entente nationale (MEN), le Parti de la liberté et de la justice, El Wassit Siyassi, le Parti algérien vert pour le développement, le Parti du renouveau algérien et l'Union des forces démocratiques et sociales (UFDS)) déclarent qu'il est « impératif de s'entendre sur un candidat de consensus capable de diriger l'Algérie nouvelle stable », tout en soulignant que le président de la République, Abdelmadjid Tebboune, « a tenu tous ses engagements et promesses malgré les défis ». Tebboune officialise sa candidature le 11 juillet.
Louisa Hanoune, secrétaire générale du Parti des travailleurs, a annoncé le 20 avril 2024 la participation de son parti à l'élection présidentielle. Le 13 juillet elle décide d'annuler sa participation aux élections,, n'ayant pas réussir à recueillir un nombre de parrainages suffisants.
En avril 2024, Belkacem Sahli, secrétaire général de l'Alliance nationale républicaine (ANR), annonce sa candidature au nom d'une groupe de sept partis créé le 19 avril sous le nom de Groupe des partis pour la stabilité et les réformes. Selon les sources, ce groupe comprend l'ANR, le Parti du renouveau et du développement (PRD), le Front démocratique libre (FDL), le Mouvement national pour la nature et le développement (MNND), le PSN, le Parti républicain progressiste (PRP) et le MEN ou bien, selon une autre source, il comprendrait l'ANR, le Parti pour le renouveau et le développement (PRD), le Front du militantisme national (FMN), le Parti algérien vert pour le développement (PAVD), l’Union pour le rassemblement national (URN) et le Mouvement national pour les travailleurs algériens (MNTA).
Le 24 mai, le Mouvement de la société pour la paix (MSP) désigne Abdelaali Hassani, président du parti, comme candidat. En mai 2024, le Mouvement Ennahda, par la voix de son secrétaire général Mohamed Dhouibi, annonce la participation de la formation politique, « précisant que la forme de cette participation sera tranchée ultérieurement ». Le parti se rallie à la candidature du président du MSP.
Le 7 juin, Youcef Aouchiche, Premier secrétaire du Front des forces socialistes (FFS), est plébiscité comme candidat lors d'un congrès de son parti.
Le 10 juin, Saida Neghza, présidente de la Confédération générale des entreprises algériennes (CGEA), annonce, sa candidature à l'élection présidentielle.
Le 11 juin 2024, Chaabane Zerouk, ancien magistrat qui avait également tenté de se présenter à l'élection présidentielle annulée du 18 avril 2019, retire les formulaires de souscription des signatures pour se porter candidat à l'élection présidentielle de 2024.
Le 12 juin, Farid Akkouche annonce sa candidature à l'élection présidentielle en tant que candidat indépendant.

### Candidatures déposées
Le 8 juin 2024, l'Autorité nationale indépendante des élections (ANIE) annonce le début du processus de candidature, qui va durer 40 jours, au bout desquels les candidats retenus seront annoncés.
Au 7 juillet 2024, 34 postulants avaient retiré, les formulaires de souscription des signatures.
Au dernier jour du délai, le 18 juillet 2024, seize candidats avaient déposé leurs dossiers de candidature en attendant leur validation par l'ANIE :
1. Abdelmadjid Tebboune, président sortant
2. Abdelaali Hassani Cherif, président du parti le Mouvement de la société pour la paix (MSP)
3. Tarek Zaghdoud, président du Rassemblement Algérien (RA)
4. Chaabi Salem, candidat indépendant
5. Youcef Aouchiche, premier secrétaire du Front des forces socialistes (FFS)
6. Belkacem Sahli, secrétaire général de l'Alliance nationale républicaine (ANR)
7. Labadi Belabbas, candidat indépendant
8. Zoubida Assoul, présidente de l'Union pour le changement et le progrès (UCP)
9. Saïda Neghza, présidente de la Confédération générale des entreprises algériennes (CGEA)
10. Hichem Baba Ahmed, candidat indépendant
11. Abdelhakim Hamadi, candidat indépendant
12. Raouf Aib, candidat indépendant
13. Ahmed Gouraya présidente du Front de la jeunesse démocratique pour la citoyenneté (FJDC)
14. Slimane Bouamrioune, candidat indépendant
15. Kamel Hebbal, candidat indépendant
16. Amar Chekar, candidat indépendant

#### Procédures judiciaires
Le 1er aout 2024, le procureur général de la cour d'Alger, annonce l'ouverture d'une enquête préliminaire approfondie concernant la vente de parrainages par plus de 50 élus à des candidats à la présidentielle du 7 septembre. Le parquet annonce que tous les candidats impliqué seront arrêtés sur la base de la législation anti-corruption en vigueur. Trois candidats recalés : Belkacem Sahli, Saïda Neghza et Abdelhakim Hamadi sont placés sous contrôle judiciaire  avec l'interdiction de quitter le territoire et de s’exprimer publiquement. Jugés en mai 2025, le ministère public demande des peines de dix ans de prison et une amende d’un million de dinars. Les trois mis en cause dénoncent un procès politique,. Ils sont condamnés à dix ans de prison ferme et 6 700 euros d'amende pour corruption le 26 mai 2025. Laissés libres, ils ont dix jours pour faire appel. Le 9 juillet 2025, ils sont condamnés à quatre de prison, à une amende d’un million de dinars et sont incarcérés.

### Candidatures retenues
L'Autorité nationale indépendante des élections (ANIE) publie le 25 juillet la liste des candidats retenus, validée par la Cour constitutionnelle algérienne le 31 juillet. Parmi les 16 candidats ayant déposé leur dossier, trois d'entre eux ont vu ainsi leur candidature validée. Les autres, pour la plupart peu connus du grand public, ont vu leurs candidatures rejetées généralement pour un nombre de parrainages insuffisants.
Les recours auprès de la Cour constitutionnelle de cinq candidats écartés sont rejetés.
| Candidat (nom et âge) et parti politique  | Candidat (nom et âge) et parti politique | Principales fonctions politiques exercées                                                                                                | Slogan                       | Commentaires |
| ----------------------------------------- | ---------------------------------------- | --- | ---------------------------- | --- |
| Youcef Aouchiche (41 ans) FFS             |                                          | Président de l'Assemblée populaire de la Wilaya de Tizi Ouzou (2017-2022) Sénateur (depuis 2022) Premier secrétaire du FFS (depuis 2020) | Vision pour demain           | Candidat du FFS, parti politique laïque, bien implanté en Kabylie. C'est la seconde participation du FFS aux élections présidentielles algériennes après celles de 1999. |
| Abdelmadjid Tebboune (78 ans) Indépendant |                                          | Premier ministre d'Algérie (2017) Président de la République (depuis 2019)                                                               | Pour une Algérie triomphante | Président sortant, soutenu par plusieurs partis politiques nationalistes : FLN, RND, El-Bina, El Moustakbal.                                                             |
| Abdelaali Hassani Cherif (57 ans) MSP     |                                          | Député (2007-2012) Président du MSP (depuis 2023)                                                                                        | Opportunité                  | Candidat du MSP, parti politique de mouvance islamique. C'est la seconde participation du MSP aux élections présidentielles algériennes après celles de 1995.            |

## Campagne électorale
Le 5 août 2024, le président sortant Abdelmadjid Tebboune désigne le ministre de l'Intérieur Brahim Merad comme son directeur de campagne. Un décret présidentiel stipule que Brahim Merad est mis en « congé spécial » pour les besoins de la campagne électorale à partir du 14 aout, et reprend son poste de ministre de l'Intérieur le 4 septembre, donc avant la tenue de l'élection présidentielle le 7 septembre. Le RCD, parti politique d'opposition, dénonce qu'« avec la désignation du ministre de l’Intérieur comme directeur de campagne du chef de l’État pour un second mandat, le discrédit qui frappe cette élection vire à la provocation ».
Le 6 août 2024, le candidat  Abdelaali Hassani Cherif désigne Ahmed Sadok député du MSP à l’Assemblée populaire nationale comme son directeur de campagne.
L’ancien président du Rassemblement pour la culture et la démocratie (RCD), Mohcine Belabbas, déclare que « jamais une campagne électorale présidentielle n’a été empreinte d’une répression aussi implacable » :  des cadres de son parti, dont son président, Atmane Mazouz, sont brièvement arrêtés le 20 août, empêchés d’arriver à Ifri, dans la wilaya de Béjaïa, où ils avaient le projet de  commémorer la tenue du Congrès de la Soummam. Karim Tabbou, président de l’Union démocratique et sociale (UDS), et Fethi Ghares, coordinateur du Mouvement démocratique et social (MDS), après avoir été interpellés, sont désormais interdits  de publier des commentaires politiques sur les réseaux sociaux ou de participer à des débats politiques. Ces actes de restriction des libertés sont condamnées par Amnesty International.
Relativement inconnus, les deux candidats qui se présentent face au chef d'État sortant promettent de renforcer les libertés individuelles et de libérer les prisonniers d'opinion. Pour sa part, le Front des forces socialistes présidé par Aouchiche, est qualifié d'« opposition responsable » par les responsables du régime, par contraste avec une supposée opposition « radicale ». Sa candidature doit ainsi permettre de réhausser le taux de participation en Kabylie. Les trois candidats, qui ont sillonné le pays, promettent de rehausser le pouvoir d'achat et d'opérer un redressement de l'économie, pour la rendre moins dépendante des hydrocarbures. Le président sortant promet notamment de construire de nouveaux logements, créer des emplois, des investissements et d'augmenter les salaires et les pensions des retraités. En politique étrangère, les trois candidats soutiennent les causes palestinienne et sahraouie.
Dans le but de redorer son blason et de donner une image de proximité avec le peuple, Tebboune est actif sur Tiktok, où il apparaît par exemple en train de jouer au football, ce qui lui vaut le surnom affectueux de « Tonton Tebboune » sur les réseaux sociaux, surnom également repris par ses partisans, pour selon Hasni Abidi, affirmer leur proximité avec celui-ci, qui, « dans un mélange de réalisme, mais aussi d'une certaine forme de populisme » s'exprime avec des « mots simples » en arabe algérien et jouit d'un certaine popularité,. Pour le géopolitologue Adlene Mohammedi, cette expression est cependant utilisée de manière ironique par la plupart des Algériens.
De son côté, une partie de la jeunesse choisit de ne pas voter. Par exemple, lors du match de football opposant l'équipe d'Algérie de football à l'équipe de Guinée équatoriale de football à Oran, une partie des supporters chantent qu'ils ne voteront pas, préférant quitter le pays de manière clandestine par voie maritime.
À deux jours du scrutin, l'ancienne candidate Zoubida Assoul appelle au vote blanc pour empêcher la récupération de l'abstention par le système politique. Son appel est cependant critiqué par des citoyens, qui prônent l'abstention, et estiment que participer au scrutin revient à le légitimer. Par ailleurs, le vote blanc n'est pas reconnu en Algérie, et est confondu avec le vote nul. Toutefois, ce dernier, dont le taux a été de 18,25 % lors des élections législatives algériennes de 2012, n'est lui aussi pas comptabilité dans les suffrages exprimés.

## Déroulement du scrutin
Les bureaux de vote situés à l'étranger sont ouverts du 2 au 7 septembre 2024.
En Algérie, le vote se déroule le 7 septembre 2024, à partir de 8 h, pour une clôture initialement prévue à 19 h.
En fin d'après-midi, l'ANIE annonce autoriser à voter les personnes munies d'une carte d'électeur mais qui ne figurent pas sur les listes électorales.
Le taux de participation enregistré à 17 h étant en forte baisse par rapport à l'élection de 2019, l'ANIE décide en début de soirée de repousser de 19 h à 20 h la fermeture des bureaux de vote.
Un « taux de participation moyen » préliminaire est communiqué avec 3 h de retard par l'ANIE, il s'élève à 48,03 %, en hausse de plus de 8 points par rapport au scrutin précédent. Alors que seuls 6,82 % des électeurs inscrits avaient voté entre 17 h et 19 h lors du scrutin précédent en 2019, 21,57 % des électeurs inscrits auraient ainsi voté entre 17 h et 20 h lors de ce scrutin.

## Résultats

### Participation
| Taux de participation | 1er tour       | 1er tour       | Différence     |
| Taux de participation | En 2019        | En 2024        | Différence     |
| --------------------- | -------------- | -------------- | -------------- |
| Matinée               | 7,92 % (11 h)  | 4,56 % (10 h)  | Non comparable |
| Après-midi            | 20,43 % (15 h) | 13,11 % (13 h) | Non comparable |
| À 17 h                | 33,06 %        | 26,46 %        | 6,60           |
| À la fermeture        | 39,88 %        | 46,10 %        | 6,22           |

### Résultats
|                          | Abdelmadjid Tebboune     | Indépendant              | 7 976 291  | 84,30 |  |  |
|                          | Abdelaali Hassani Cherif | MSP                      | 904 642    | 9,56  |  |  |
|                          | Youcef Aouchiche         | FFS                      | 580 495    | 6,14  |  |  |
|                          |                          |                          |            |       |  |  |
| Votes valides            | Votes valides            | Votes valides            | 9 461 428  | 84,28 |  |  |
| Votes blancs et nuls     | Votes blancs et nuls     | Votes blancs et nuls     | 1 764 637  | 15,72 |  |  |
| Total                    | Total                    | Total                    | 11 226 065 | 100   |  |  |
| Abstention               | Abstention               | Abstention               | 13 125 486 | 53,90 |  |  |
| Inscrits / participation | Inscrits / participation | Inscrits / participation | 24 351 551 | 46,10 |  |  |

## Analyse
Sans surprise, le président sortant est réélu pour un second mandat, obtenant dans une première annonce 94,65 % des voix,. Pour le politologue Mohamed Hennad, le résultat du scrutin est « connu d'avance », du fait de « la qualité », du « nombre inhabituellement réduit » de candidats, et des « conditions dans lesquelles s'est déroulée la campagne électorale qui n'est qu'une comédie ». Pour le politologue Hasni Abidi, ce taux de participation peut être expliqué par « une campagne médiocre » avec deux postulants qui « n'étaient pas à la hauteur » et le chef de l'État qui « a animé à peine quatre meetings », donc « à quoi bon voter ». Pour le sociologue Nacer Djabi, « les partis politiques sont incapables de produire de nouvelles élites ».François Brousseau qualifie la victoire de Tebboune de « triomphe… humiliant », soulignant le « score soviétique », le « déficit de crédibilité démocratique » et « l'abstention massive ». Dans un entretien au journal Le Monde au lendemain des élections, Soufiane Djilali déclare « que la démocratie est en échec en Algérie » et dénonce « une façade démocratique ».
Avec une faible participation, les électeurs se montrent peu enthousiastes par le scrutin, un résultat attribué aux fortes chaleurs et au boycott contestataire du processus électoral. Le taux de participation final, annoncé en pleine nuit trois heures après la fermeture des bureaux de vote, qui passe de 26,46 à 48,03 % en trois heures, questionne les observateurs et opposants. À cette occasion, le président de l'ANIE indique que le taux de participation à ce scrutin « témoigne du haut degré de maturité électorale du peuple algérien, toutes composantes confondues ». Il s'agirait en fait d'une moyenne des taux participations de chaque wilaya divisé par le nombre total de celles-ci. Le taux de participation réel serait compris entre 23 et 25 %, ce qui serait le taux le plus bas de l'histoire. Le candidat du MSP dénonce pour sa part, des manœuvres visant à « gonfler » les chiffres du scrutin, dont le taux de participation, la non-publication des procès-verbaux des bureaux de vote, ainsi que des cas de votes massifs par procuration,.
Les irrégularités sont telles qu'au soir du 8 septembre, les trois candidats publient un communiqué commun où ils prennent leurs distances avec les chiffres annoncés de la participation et des scores qu'ils ont obtenus. C'est la première fois qu'un président élu dénonce les résultats le donnant vainqueur. Ces chiffres auraient ainsi été produits par excès de zèle de la part de l'ANIE. Aouchiche et Hassani Cherif annoncent déposer des recours auprès de la Cour constitutionnelle,, recours déposés le 10 septembre.
Les résultats définitifs sont annoncés le 14 septembre, ils diffèrent de façon significative des résultats préliminaires. En plus des 5,6 millions de votes valides initialement annoncés, 3,8 millions de voix supplémentaires sont comptabilisées, attribuées pour 69 % d'entre-elles à Tebboune, 19 % à Hassani Cherif, et 12 % à Aouchiche. Tebboune voit ainsi son score passer de 94,65 % à 84,30 %, quand les deux autres candidats triplent chacun leur score, passant de 3,18 % à 9,56 % pour Hassani Cherif, et de 2,17 % à 6,14 % pour Aouchiche,. Ces scores définitifs permettent à l'ensemble des candidats de bénéficier du remboursement de leurs frais de campagne électorale, tous ayant dépassé le seuil de 5 % des voix. Le nouveau taux de participation est cependant dénoncé à son tour par des figures de l'opposition parlementaire.